# Søndrum sogn
Søndrum sogn i Halland var en del af Halmstad herred. Søndrum distrikt dækker det samme område og er en del af Halmstads kommun. Sognets areal var 35,69 kvadratkilometer, heraf land 35,18. I 2020 havde distriktet 13.726 indbyggere. Den vestlige del af byen Halmstad og landsbyerne Tyløsand og Frøsakull ligger i sognet.
Navnet (1349 Søndram) er det dannet af syd (sønder) og hjem, sandsynligvis i forhold til Onsjø Befolkningen steg fra 1810 (693 indbyggere) till 1900 (2.105 indbyggere). Derefter faldt den, så der i 1940 var 1.544 indbyggere i Søndrum. Siden da er befolkningen vokset hurtigt.
Der er tre naturreservater i sognet: Tyløn er del af EU-netværket Natura 2000, mens Eketånga og Møllegård er kommunale naturreservater. 